# Pýcha, předsudek a seznamka
Pýcha, předsudek a seznamka je román autorky Curtis Sittenfeldové, vydaný roku 2016 pod názvem Eligible. Pro český trh tuto knihu přeložilo nakladatelství Motto v roce 2018. Kniha je moderní verzí významného románu Pýcha a předsudek (1813) od Jane Austenové. Spisovatelka se snažila ukázat, jak by světoznámý příběh vypadal v dnešní době.

## Okolnosti vydání
V době vydání byla Curtis Sittenfeldová již zavedenou autorkou textů věnovaným milostným a politickým tématům. Před Pýchou, předsudkem a seznamkou napsala čtyři romány: Prep (2005), zachycující životy studentů v přípravné škole v Massachusetts, Muž mých snů (2006), román o dospívání a zkoumání romantické lásky, Americká manželka (2008), fiktivní příběh volně založený na životě první dámy Laury Bushové a Sisterland (2013). Autorka dlouhodobě spolupracovala s novinami a psala články pro New York Times, Time, Vanity Fair, The Atlantic, Slate a This American Life.
The Austen Project, projekt podporující moderní převyprávění děl Jane Austenové, Sittenfeldovou oslovil již v roce 2011. Autorka se rozhodla sáhnout po Pýše a předsudku především proto, že ji považuje za nejlepší, s ideálním poměrem romantiky a humoru. Své dílo neoznačila za úmyslně provokativní nebo podvratnou, byť připustila, že na některé čtenáře tak vzhledem k modernizaci a sexuálním scénám může může působit. Aby se vyhnula konvenčním pohledům na vysoko postavenou společnost, nezasadila darcyovské sídlo do New Yorku, jejíž elity byly zachycovány v díle Edith Whartonové a četných dalších autorek a autorů. Místo toho z Lizzina vyvoleného udělala bohaté muže ze Západního pobřeží, z Kalifornie.

## Děj
Pýcha předsudek a seznamka vypráví příběh pěti sester Bennetových – Jane (39), Liz (38), Mary (30), Kathleen neboli „Kitty“ (26) a Lydie (23). Jane je instruktorkou jógy, zatímco Liz pracuje jako redaktora módního časopisu „Mascara“. Obě žijí v New Yorku, ale když se jejich otci zhorší zdravotní stav, rozhodnou se vrátit se na místo, kde vyrůstaly, do rozlehlého tudorovského domu v Cincinnati. Dům se ovšem rozpadá, stejně jako jejich rodina. Mary pokračuje ve třetím magisterském studiu psychologie a stále žije doma. Mezitím se Kitty a Lydia více zaměřují na crossfit kurzy a hrají si s mobilními telefony, než aby se odstěhovaly a našly si práci. Jane a Liz převezmou roli rodinných pečovatelů a dělají vše od úklidu přes pochůzky až po vaření zdravých, lékařem schválených jídel pro svého otce a zbytek rodiny.
Paní Bennetová, matriarcha rodiny, se mezitím opravdu snaží, aby se její dcery vdaly. Je nadšená, když se dozví, že Chip Bingley, soutěžící v seznamovací reality show „Seznamka“ (anglicky „Eligible“) přichází žít a pracovat jako lékař v Cincinnati. Aby jej seznámila se svými dcerami, kontaktuje paní Bennetová rodinného přítele, lékaře, který také pracuje v nemocnici Christ Hospital s Chipem. Během grilování na čtvrtého července se do sebe Chip a Jane okamžitě zamilují. Liz se ovšem cítí být znevažována jak Chipovou sesterou Caroline, tak Fitzwilliamen Darcyn, Chipovým přítelem a kolegou z práce. Zbytek románu popisuje Lizzy, jak se pokouší proplouvat svým milostným životem a vyrovnávat se proměnami rodinných vztahů – od sestry Lydie, která chodí s crossfit trenérem jménem Hamilton „Ham“ Ryan, až po tetu Margot a jejího nevlastního syna, bohatého podnikatele Willieho, kteří rodinu přijíždějí navštívit.

## Postavy
Rozvržení postav odpovídá předloze Jane Austenové. Nejstarší ze sester, téměř čtyřicetiletá Jane, pracuje jako instruktorka jógy. Nedávno se rozešla s přítelem a nového se jí získat nedaří. V práci také není příliš úspěšná, nikdy si nevydělá dost, aby to stačilo na život bez podpory od rodičů. Navíc jí začínají tikat biologické hodiny a Jane uvažuje o dítěti na vlastní pěst. O něco mladší Lizzy je redaktorkou v časopise Maskara. Hodně cestuje, dělá rozhovory s lidmi a tato práce ji naplňuje a hlavně uživí. Na svatbu ani děti moc nepomýšlí a v brzké době to na to nevypadá. Je sice zadaná, ale její milenec je ženatý muž s plnou pusou výmluv na současnou manželku. Tyto dvě sestry jako jediné už vylétly z hnízda. Ostatní dcery Bennetových se zatím nehnuly zpod otcovské střechy. Mary, které táhne na třicet je věčnou studentkou a dodělává si již třetí magisterský titul. Tentokrát z psychologie. Kromě toho je poněkud asociální a má značně feministické názory. Lydia a Kitty nedělají nic, jen se válejí s chytrými telefony po kavárnách a věnují se fitness a různým stravovacím výstřelkům.

## Styl
Vyprávění je psáno ve třetí osobě, minulém čase, z pohledu Liz Bennetové. Všechny důležité události, které se odehrávají bez Liz, jsou čtenáři sděleny prostřednictvím textových zpráv, e-mailů nebo telefonních hovorů, které Liz přijímá. To slouží k tomu, aby se čtenář spojil s Liz a filtroval všechny události v románu prostřednictvím její perspektivy a jejích předsudků. To má za následek, že některé klíčové zápletky zůstávají překvapením pro čtenáře, protože jsou také překvapením pro Liz: ačkoli ostatní postavy si byly vědomy Charlottina romantického vztahu k bratranci Williemu a skutečnosti, že Ham je transgender, čtenář si není vědom těchto skutečností, dokud se jedna z těchto postav nerozhodne sdělit tyto informace Liz.

## Přijetí díla
Mezi kritiky vzbudil román spíše rozpaky. Michiko Kakutaniová z New York Times napsala, že ačkoliv uznává autorčiny schopnosti a měla za to, že k napsání modernizace byla vhodnou volbou (zejména vzhledem ke schopnostem zachycování vnitřního života a nuancí společenského postavení, jak ukázaly její předchozí romány), text rychle sklouzává k povrchní literatuře pro ženy. Její protagonistky pak podle názoru kritičky spíše než hrdinky Jane Austenové připomínají rodinu Kardashianů – kdyby žila v Cincinnati. Ještě kritičtější byla Ursula K. Le Guinová, která v recenzi pro Guardian napsala, že špatně napsaná, a přestože je patrné, že vychází z lásky k předloze, ve srovnání s ní bledne; obzvláště nevhodné jí připadal přemrštěně kritický, prostořeký a až jízlivý přístup hrdinek k ostatním.
Literárněvědní badatelé román analyzovali především jako ukázku možností a omezení, které skýtá modernizace klasického textu. Camilla Nelsonová si povšimla, že i přes kulisy jedenadvacátého století a mnohé v minulosti tabuizované motivy (jako transgender postavy či osobní traumata) využívá kniha pro nastolení konfliktů prvků a dialogů typické pro období před ženskou emancipací. Více než o romantiku jde podle ní často o mocenské vztahy mezi mužem a ženou a jejich vyjasňovaní. Svérázná je také práce s otázkou rodičovství, které je u žen postaveno do přímého kontrastu ke kariéře. U mužů se naproti tomu očekává, že buď péči o dítě ponechají ženě, nebo, v souladu s ideálem ženské svobody, se možnosti otcovství jednoduše vzdají.